# 킬샷 (영화)
킬샷(Killshot)은 미국에서 제작된 존 매든 감독의 2008년 액션, 범죄, 드라마, 스릴러 영화이다. 미키 루크 등이 주연으로 출연하였고 로렌스 벤더 등이 제작에 참여하였다.

## 출연

### 주연
- 미키 루크
- 브랜던 맥기본

### 조연
- 리처드 제피에리
- 할 홀브룩
- 다이안 레인
- 토마스 제인
- 크레이그 블레어
- 조셉 고든 레빗
- 린 데라곤
- 로사리오 도슨
- 돈 맥마너스
- 팀 캠벨
- 팀 에디스
- 베아트리즈 유스테
- 톰 맥카머스
- 짐 코드링턴
- 카렌 로빈슨
- 로이스 스미스
- 제임스 안소니
- 크레이그 엘드리지
- 마크-캐머런 프레이저
- 토니 나포
- 마이클 로디스

## 제작진
- 원작자: 엘모어 레너드
- 공동제작: 짐 파워스
- 공동제작: 데이빗 J. 웹
- 미술: 앤드류 잭니스
- 세트: 스티븐 이삼
- 의상: 베스 패스터낵
- 배역: 케리 바든
- 배역: 빌리 홉킨스
- 배역: 다이안 커벨
- 배역: 수잔느 스미스